# Hou van mij (3JS)
"Hou van mij" is een nummer van de Nederlandse band 3JS. Het nummer verscheen op hun album Kamers van m'n hart uit 2008. Op 25 augustus van dat jaar werd het uitgebracht als de eerste single van het album.

## Achtergrond
"Hou van mij" is geschreven en geproduceerd door alle groepsleden. In het nummer zingt de verteller over zijn geliefde, en hoopt dat die ook van hem houdt wanneer er onzekere tijden aanbreken. Volgens gitarist Jaap Kwakman is het een belangrijk nummer in de geschiedenis van de groep. Hij vertelde hierover: "Alles klopte gewoon met dat nummer. Het was ook het liedje waarmee we in 2009 voor het eerst op De Vrienden van Amstel LIVE! kwamen."
"Hou van mij" werd een hit in Nederland. Het wist weliswaar de Top 40 niet te bereiken - het bleef steken op de tweede plaats in de Tipparade - maar het kwam wel tot de vierde plaats in de Single Top 100. De videoclip van het nummer is opgenomen in de Sierra Nevada. Toen 3JS in 2013 hun verzamelalbum Totzoverder - Het beste van 3JS uitbracht, vroegen zij hun fans naar hun favoriete nummers. "Hou van mij" kwam als het op een na populairste nummer uit de bus, achter "Watermensen".
"Hou van mij" is een aantal malen gecoverd. In 2014 werd het nummer uitgevoerd tijdens The Passion als duet tussen Jan Dulles, zanger van 3JS, en Simone Kleinsma, die respectievelijk Jezus en Maria speelden. In 2021 werd het tweemaal gezongen in het televisieprogramma Beste Zangers; eenmaal door Hendrik Jan Bökkers en eenmaal door Roel van Velzen en Anneke van Giersbergen.

## Hitnoteringen

### Single Top 100
| Hitnotering: 06-09-2008 t/m 15-11-2008 | Hitnotering: 06-09-2008 t/m 15-11-2008 | Hitnotering: 06-09-2008 t/m 15-11-2008 | Hitnotering: 06-09-2008 t/m 15-11-2008 | Hitnotering: 06-09-2008 t/m 15-11-2008 | Hitnotering: 06-09-2008 t/m 15-11-2008 | Hitnotering: 06-09-2008 t/m 15-11-2008 | Hitnotering: 06-09-2008 t/m 15-11-2008 | Hitnotering: 06-09-2008 t/m 15-11-2008 | Hitnotering: 06-09-2008 t/m 15-11-2008 | Hitnotering: 06-09-2008 t/m 15-11-2008 | Hitnotering: 06-09-2008 t/m 15-11-2008 | Hitnotering: 06-09-2008 t/m 15-11-2008 |
| Week                                   | 1                                      | 2                                      | 3                                      | 4                                      | 5                                      | 6                                      | 7                                      | 8                                      | 9                                      | 10                                     | 11                                     |                                        |
| -------------------------------------- | -------------------------------------- | -------------------------------------- | -------------------------------------- | -------------------------------------- | -------------------------------------- | -------------------------------------- | -------------------------------------- | -------------------------------------- | -------------------------------------- | -------------------------------------- | -------------------------------------- | -------------------------------------- |
| Nummer                                 | 4                                      | 30                                     | 18                                     | 21                                     | 20                                     | 65                                     | 46                                     | 75                                     | 86                                     | 73                                     | 95                                     | uit                                    |

### NPO Radio 2 Top 2000
| Nummer met noteringen in de NPO Radio 2 Top 2000 | '21  | '22  |
| ------------------------------------------------ | ---- | ---- |
| Hou van mij                                      | 1258 | 1999 |

1. ↑  Een vetgedrukt getal geeft de hoogste notering aan.
2. ↑  2021 was het eerste jaar met een notering voor dit nummer.
3. ↑  Deze tabel is bijgewerkt tot en met de meest recente editie (2024).